# Рокфеллер, Джон Дэвисон IV
Джон Дэвисон «Джей» Рокфеллер IV (англ.  John Davison «Jay» Rockefeller IV; род. 18 июня 1937, Нью-Йорк, США) — американский политик, сенатор США от штата Западная Виргиния с 1985 по 2015 год, 29-й губернатор Западной Виргинии (1977—1985).
Джей Рокфеллер — правнук знаменитого нефтяного магната Джона Рокфеллера. Он единственный представитель семьи Рокфеллеров, который предпочел демократическую партию: другие его родственники, избравшие политическую карьеру, являются республиканцами.

## Биография
Джон Рокфеллер родился в Нью-Йорке 18 июня 1937 года. В 12 лет он поступил в Академию Филлипса в Эксетере (штат Нью-Гэмпшир), где он начал интересоваться Дальним Востоком. Он получил степень по азиатским языкам и истории в Гарварде, и проучился с 1957 по 1960 годы в Международном Христианском Университете в Токио. Рокфеллер переехал в Западную Виргинию в 1964 году в рамках волонтёрской программы молодёжи Аппалачей и стал социальным работником в невключённой территории Эммонс. Он начал свою политическую карьеру в 1966 году, перейдя из республиканской партии в демократическую и став кандидатом от округа Канова в палату представителей. В 1967 году Рокфеллер женился на Шарон Перси, дочери сенатора США Чарльза Перси. В 1968 году он баллотировался на пост секретаря штата и выиграл с преимуществом в 155 000 голосов.
В январе 1972 года Рокфеллер объявил свою кандидатуру на пост губернатора штата. Во время выборов его оппонент Арч Мур обошёл Рокфеллера на 73 355 голосов. Компания вызвала много внимания прессы, так как Рокфеллер потратил на неё 1,5 миллиона долларов, в то время как его оппонент 696 029 $. В 1973 году окончился мандат секретаря штата и 1 марта Рокфеллер стал президентом колледжа Уэсли Западной Виргинии в Бакханноне. В октябре 1975 года он объявил, что снова баллотируется на пост губернатора штата. Во время выборов Рокфеллер победил своего республиканского соперника, Сесила Андервуда, с преимуществом в около 240 000 голосов (495 659 к 253 423), наибольшим большинством в истории штата. Он потратил около 2,8 миллионов долларов на кампанию. Во время своего срока Рокфеллер работал в направлении экономического развития. По его рекомендации была реорганизована организация правительства штата, появились департаменты экономики и развития населённых пунктов. В 1980-м году Рокфеллер был переизбран. В 1984 году Джон Рокфеллер был избран в Сенат США, куда затем переизбирался 4 раза. Как сенатор он продолжил деятельность по экономическому развитию. В январе 2013 года он заявил, что не будет баллотироваться в 2014 году и уйдёт на пенсию.
В 2013 году получил Орден Восходящего солнца 1 степени Японии.